# 富士山静岡空港 (企業)
富士山静岡空港株式会社（ふじさんしずおかくうこう、英: Mt. Fuji Shizuoka Airport Co.,Ltd）は、富士山静岡空港の運営や管理を行う企業。「三菱地所・東急グループ」が当社の株式を取得し、コンセッション方式で空港が民営化された。

## 沿革
- 2006年2月14日 - 設立。
- 2009年1月 - 旅客ターミナルビル竣工。
- 2009年6月4日 - 空港開港（当初は3月の予定だった）。
- 2013年5月21日 - 株主総会に於いて、元県企画広報部長 出野勉の代表取締役社長就任を決定[2]。
- 2014年1月16日 - 臨時株主総会を招集、静岡県に旅客ターミナルビルを売却する各議案を議決[4]。
- 2014年6月5日 - 開港5周年を迎えた定例株主総会において、設立時からの非常勤取締役3名の退任と、県内3商議所会頭の後任就任を決めた[5]。
- 2019年4月1日 - 空港運営権を獲得した三菱地所・東急グループが運営を開始[6]。

## 出資者
2018年8月に三菱地所と東京急行電鉄（現：東急）が資本参加し、静岡県と静岡キャピタルが資本撤退した。
株主は下記の13者である。
- 三菱地所株式会社
- 東急株式会社
- スズキ株式会社
- 株式会社静岡銀行
- 株式会社時之栖
- ヤマハ株式会社
- 株式会社ハマキョウレックス
- 静岡鉄道株式会社
- 鈴與株式会社
- 芝浦機械株式会社
- 特種東海製紙株式会社
- 遠州鉄道株式会社
- 牧之原市